# Villar de Olalla
Villar de Olalla – gmina w Hiszpanii, w prowincji Cuenca, w Kastylii-La Mancha, o powierzchni 158,08 km². W 2011 roku gmina liczyła 1242 mieszkańców.